# Брониці (Любуське воєводство)
Брониці (пол. Bronice, нім. Brinsdorf) — село в Польщі, у гміні Ясень Жарського повіту Любуського воєводства.
Населення — 131 особа (2011).
У 1975-1998 роках село належало до Зеленогурського воєводства.

## Демографія
Демографічна структура станом на 31 березня 2011 року:
|          | Загалом | Допрацездатний вік | Працездатний вік | Постпрацездатний вік |
| -------- | ------- | ------------------ | ---------------- | -------------------- |
| Чоловіки | 68      | 15                 | 46               | 7                    |
| Жінки    | 63      | 9                  | 40               | 14                   |
| Разом    | 131     | 24                 | 86               | 21                   |